# Tapeinosperma laurifolium
Tapeinosperma laurifolium är en viveväxtart som beskrevs av Carl Christian Mez. Tapeinosperma laurifolium ingår i släktet Tapeinosperma och familjen viveväxter. Inga underarter finns listade i Catalogue of Life.